# Izbori za članove vijeća i predstavnike nacionalnih manjina 2003.
Izbori za članove vijeća i predstavnike nacionalnih manjina 2003. godine bili su prvi manjinski izbori u Hrvatskoj i održani su 18. svibnja. Održavanje manjinskih izbora bilo je predviđeno novim Ustavnim zakonom o pravima nacionalnih manjina koji je stupio na snagu krajem 2002. godine. Izbori su održani širom zemlje u regionalnim (županije) i lokalnim (gradovi i općine) administrativnim jedinicama u kojima su manjine ispunile za to predviđene zakonske uvjete.
Izbori su početno najavljeni u svim jedinicama u kojima su manjine za to ispunile uvjete, konkretno u slučaju 471 vijeće u 17 županija, 38 gradova i 80 općina, ali su manjine predložile valjane liste samo za njih 220 što je dovelo do neodržavanja izbora za preko polovice predviđenih vijeća. Izbori su najavljeni i za 140 predstavnika ali su kandidati predloženi tek za njih 40. Organizacija GONG je prijavila 21 promatrača za praćenje postupka provođenja izbora.
Ukupno je 319.141 registriranih birača ispunjavalo uvjete za sudjelovanje u izborima na razini županija, 130.730 u gradovima i 88.085 u općinama. Izlaznost na izbore u županijama bila je 10,21%, u gradovima 10,48% i u općinama 22,13%

## Vanjske poveznice
- Izbori za članove vijeća i predstavnike nacionalnih manjina (18.05.2003.), Državno izborno povjerenstvo Republike Hrvatske
- Izbori za članove vijeća i predstavnike nacionalnih manjina, Ministarstvo pravosuđa i uprave Republike Hrvatske
- Registar vijeća, koordinacija vijeća i predstavnika nacionalnih manjina, Ministarstvo pravosuđa i uprave Republike Hrvatske